# 第10届中国电视剧飞天奖
第十届全国电视剧“飞天奖”揭晓颁奖会于1990年5月6日在北京举行。自本届起，连续剧评选进一步分为长篇（9集以上）、中篇（3-8集）、短篇（1-2集）。

## 获奖名单

### 长篇连续剧
- 一等奖：空缺
- 二等奖：《上海的早晨》《商界》
- 三等奖：《月是故乡明》《酒店》《李大钊》
- 提名荣誉：《平凡的世界》《攻克太原》《樱桃行动》

### 中篇连续剧
- 特别奖：《长城向南延伸》
- 一等奖：《铁人》
- 二等奖：《艾黎与何克》
- 三等奖：《忻口战役》《结婚一周年》《乔迁》《蓝色国门》
- 提名荣誉：《百年忧患》《湖南和平起义》《汉正街》《罪与罚》

### 短篇连续剧
- 一等奖：《有这样一个民警》
- 二等奖：《角儿》
- 三等奖：《缺俏的铁耳锅》《一生中的九秒》《儿女亲情》
- 提名荣誉：《老陕》

### 儿童连续剧
- 一等奖：空缺
- 二等奖：《悬崖百合》《十六岁花季》
- 三等奖：《无声世界》《同是一个太阳》
- 提名荣誉：《棒球少年》

### 儿童单本剧
- 一等奖：空缺
- 二等奖：《窗棂》《老师新年快乐》
- 三等奖：《银都警笛》

### 戏曲片
- 一等奖：《膏药章》
- 二等奖：《四川好人》《遥指杏花村》
- 三等奖：《田螺姑娘》《草莽皇帝》 《摘幌》
- 提名荣誉：《天仙配》《潘月樵传奇》《孔乙己》

### 译制片
- 《小歌星》 《金童海豚》《熊》

### 单项奖
- 优秀编剧：李国昌、蔡霈霖《铁人》
- 优秀导演：张绍林《有这样一个民警》《百年忧患》
- 优秀男主角：严翔《上海的早晨》
  - 优秀男主角提名：王长林《铁人》
- 优秀女主角：吴冕《汉正街》
  - 优秀女主角提名：陈巧茹《四川好人》
- 优秀男配角：张汉英《铁人》
- 优秀女配角：赵奎娥《有这样一个民警》 
  - 优秀女配角提名：蒋雯丽《悬崖百合》、李媛媛《上海的早晨》
- 优秀摄像：郝洹、吴菲菲《蓝色国门》
- 优秀照明：张国强《汉正街》
- 优秀美术(服装、化妆、道具)：《四川好人》
  - 优秀美术(服装、化妆、道具)提名：《上海的早晨》
- 优秀剪辑：苗文成《蓝色国门》
  - 优秀剪辑提名：潘小扬、陈俊中《无人知晓的世界纪录》
- 优秀音乐：蔡梅孩《悬崖百合》
- 优秀音响：郭良《悬崖百合》
- 译制片优秀男配音：空缺
- 译制片优秀女配音：刘纯燕《小歌星》（芭芭拉·巴里的配音）
- 特别荣誉：金乃千《长城向南延伸》
- 荣誉演员：白杨《洒向人间都是爱》